# Clypeodytes severini
Clypeodytes severini är en skalbaggsart som först beskrevs av Régimbart 1892.  Clypeodytes severini ingår i släktet Clypeodytes och familjen dykare. Inga underarter finns listade i Catalogue of Life.